# Lophostreptus bicolor
Lophostreptus bicolor är en mångfotingart som beskrevs av Carl 1909. Lophostreptus bicolor ingår i släktet Lophostreptus och familjen Spirostreptidae. Inga underarter finns listade i Catalogue of Life.